# Fourrée

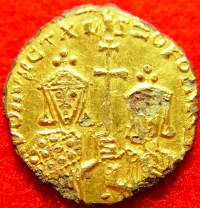
Faux solidus byzantin, pièce fourrée.

Une fourrée est une pièce de monnaie constituée d'un métal quelconque plaqué d'or ou d'argent. Cette technique est notamment utilisée par les faussaires. 
La Rome antique fabriquait déjà des monnaies fourrées, comme le rapporte Julius Pollux.
Gilles Ménage, dans son Dictionnaire étymologique (édition de 1694), en propose la définition suivante :

« Fourrer : terme de Monnoyeurs. Pièce fourrée : médaille fourrée. Cette fraude est pratiquée en plusieurs manières. Ou l'on couvre avec des lames d'or & d'argent soudées par les bords, un flanc, c'est-à-dire, une pièce non marquée, fait de cuivre, de fer ou de métaux mêlés : et après, on la passe dans les fers pour la monnayer. [...] Le moyen de découvrir cette fraude est de peser l'espèce contre une autre, fabriquée en bonne monnoye, et de voir si le volume n'est pas trop étendu ou trop épais. »

Les faussaires utilisent généralement des coins authentiques, ou bien imités, pour frapper des flancs en métal pauvre, qu'ils trempent ensuite dans un bain d'or ou d'argent. Une expertise comparative au poids permet de déjouer la fraude, s'il y a lieu.